# Strobilanthes botryantha
Strobilanthes botryantha är en akantusväxtart som beskrevs av Ding Fang och H.S. Lo. Strobilanthes botryantha ingår i släktet Strobilanthes och familjen akantusväxter. Inga underarter finns listade i Catalogue of Life.